# 킴성태
킴성태(본명: 김성태)는 과거 서든어택 국가대표이며 현 샌드박스 소속의 유튜버이자 아프리카TV의 파트너 BJ로 활동 중인 인터넷 방송인이다.

## 개요
2016년 서든어택 프로게이머 은퇴를 하고 2016년 후반부터 BJ로서 본격적인 활동을 이어 나가고 있다. 유쾌한 입담과 텐션으로 인터넷 방송에서 두각을 들어냈으며 2017년에는 오버워치 방송으로 인기 몰이를 시작했다. 배틀그라운드 출시 이후에는 시청자들의 미션, 킬내기, 랜덤스쿼드 등 다양한 컨텐츠를 진행하며 고정 시청자 약 10000명을 확보하였으며 이외에 보이는라디오, 먹방, 합동방송 등 방송 범위를 넓혀가고있다. 아프리카TV에서는 파트너BJ로, 유튜브에서는 100만명의 구독자를 보유하고 있어 인기 인터넷 방송인으로 활약 중이다. 2021년 7월에는 MCN회사 샌드박스 네트워트와 계약을 맺었다.

## 프로게이머 시절
2007년 학창 시절부터 서든어택 대회에 출전을 하면서 5차 슈퍼리그 이후 인지도가 높아졌다. KSP게이밍에서 백업 포지션인 라이플이었고 인트로스펙션에서 역시 정현섭, 최원중의 뒤를 받쳐주며 활약했다. Xenics Storm에서는 1선 라이플 역할을 하는 어태커로 활동했다. 
E-SPORTS 명예의 전당 HALL of FAME에 히어로즈 부문에 등재되어 있다.  

## 서든어택 수상 이력

### Cits-Exper
2007 서든어택 3차 마스터리그 3위

### BenQ#apos
2007 서든어택 부산광역시장배 e-sports 경진대회 우수상
2008 서든어택 4차 마스터리그 3위
2008 하나포스닷컴배 서든어택 PC방 리그전 3위
2008 Microsoft Explorer 3.0 서든어택 곰TV 리그 우승
2008 천안 KeG 그랜드 파이널 대회 준우승
2008 지스타 국제e스포츠연맹 초청전(IeSF Invitational) 세계대회우승
2009 서든어택 5차 마스터리그 준우승

### Ksp-Gaming
2010 네스티 서든어택 4차 슈퍼리그 우승

### Introspection
2014 립톤 서든어택 챔피언스리그 Summer 8강

### Xenics-Storm
2014 마운틴듀 서든어택 챔피언스리그 Winter 준우승
2015 립톤 서든어택 챔피언스리그 Summer 우승
2015 서든어택 한일전 우승
2015-16 서든어택 챔피언스리그 Winter 우승
2016 서든어택2 올스타매치 우승
2016 서든어택 한일전 SAJCL 우승
2016 대한민국 E-SPORTS 대상 서든어택 부문 최우수 선수상

## 콘텐츠 크리에이터로서 활동
아프리카TV 방송국명은 항상#킴성태로 생방송 초기에는 서든어택 프로게이머라는 특기를 살려 서든어택 방송을 진행했지만 지금 만큼 유명세를 치르지는 못했다. 오버워치 출시 이후로 오버워치 경쟁전 방송을 진행하면서 시청자를 점점 쌓아갔다. 오버워치를 통해 방송적 캐미가 잘 맞는 유저와 인터넷 방송인들을 불러 모아 킴성태 자신을 중심으로 '킴 해적단'이라는 게임크루를 만들었다. 배틀그라운드 방송을 메인으로 잡은 뒤로는 고정 시청자가 약 1만 명 정도로 폭풍 성장했다.
이러한 인기로 아프리카TV 파트너 비제이를 달고 2018년, 2019년, 2020년, 2021년 연속으로 아프리카TV BJ Awards 인기게임(배틀그라운드) 부문을 수상했다. 2020년, 2021년에는 아프리카TV 대표 콘텐츠상도 수상했다.
2018년에는 또, 게임콘텐츠 크리에이터 부분의 [2018 대한민국 게임 대상]인 문화체육관광부 장관상을 받았다. 장관상 수상으로 당시 국무총리였던 이낙연 간담회에 초대받아 참석하였으며, 이낙연 전 총리와 함께 기념 사진을 남겼다.

유튜브의 경우 구독자 100만 명을 보유한 메인 채널인 '킴성태 TV'와 아프리카TV 생방송 풀 영상을 업로드하는 서브 채널 '킴성태 TV [풀 영상 다시 보기]' 두 채널을 운영 중이다. 대부분 생방송을 진행하면서 재밌는 부분을 선별하여 방송 초기부터 함께 작업한 메인 편집자 '자영이'와 서브 편집자들의 손을 거쳐 유튜브 채널에 업로드된다. 영상 편집의 퀄리티와 영상 소스들의 반응은 현재까지도 지속적으로 호평을 받고 있다. 특히 편집자의 재치 있는 편집기술과 생방송의 스토리를 재미있게 담는 연출이 좋다는 댓글이 많다. 주된 콘텐츠는 PC게임(배틀그라운드, 서든, 스타크래프트, 롤, 종합 게임, 피파 등)이지만 크루 활동, 대학 대전과 같은 합동방송을 진행하면서 보이는 라디오 콘텐츠까지 영역을 확장하고 있다.
유튜브에서 많은 인기를 얻은 채널에게 주어지는 유튜브 크리에이터 어워즈(YouTube Creator Awards)로 구독자 10만명 이상일 때 주어지는 실버버튼과 구독자 100만명 이상일 때 주어지는 골드버튼을 수령했다.      

## 배틀그라운드
배틀그라운드는 인터넷 방송인으로서의 킴성태가 성공할 수 있도록 가장 큰 영향을 준 게임이다. 방송 초창기에는 익숙하지 않은 UI와 키배치, 새로운 배틀로얄 형식에 게임에 적응하지 못한 일명 배린이였지만 FPS게임 전 프로게이머답게 실력이 빠르게 성장했고 특유의 입담이 더해져 방송적 재미와 시청자까지 급상승했다. 배틀그라운드 내에서도 다양한 콘텐츠를 만들어 인기BJ 반열에 올랐다. 현재는 아프리카TV '배그대통령'이라고 불리며 배그 카테고리에서 압도적인 시청자수와 풍력을 자랑한다.

## 배틀그라운드 콘텐츠

### 1. 다양한 미션
방송을 보는 시청자들이 주는 미션으로 성공하면 별풍선을 받는 간단하면서 가장 많이 하는 컨텐츠 중 하나이다. 주요 미션은 다음과 같다.
| 미션명                              | 미션 설명                                                               |
| ----------------------------------- | ----------------------------------------------------------------------- |
| 치킨미션                            | 1등하기 미션.                                                           |
| 킬당 n개 미션                       | 배그 한 판에서 킬을 한 만큼 별풍선을 받는 미션.                         |
| 지정 총기 사용하여 치킨or 킬당 미션 | 시청자가 지정해주는 총기로 게임을 진행하는 미션.                        |
| 킬두산 미션                         | 킬이 올라갈수록 별풍선이 증가한다. ex) 100개, 200개, 300개,,,100 x n킬. |
| 5분 타노스 미션                     | 낙하산에서 내리자마자 5분동안 킬한 횟수만큼 별풍선 N개를 받는 미션.     |

### 2. 킬내기
정해진 킬수를 먼저 채우는 사람이 이기는 방식이며 보통 후원자의 후원금을 걸고 진행하거나, BJ들끼리 벌칙을 걸고 한다. 기본적인 룰은 다음과 같다. 
| 1. 정해진 시간에 동시에 시작 2. 사전에 정한 맵 순서 반복 플레이 3. 에란겔, 미라마 : 치킨(킬 +8), Top10 미만(킬 -2), Top10 이상(킬 차감 없음) 사녹 : 치킨(킬 +5), Top10 미만(킬 -2), Top10 이상(킬 차감 없음) 4. 핵, 저격 유저로 인한 사망이라도 규칙대로 차감 5. 비행기 시작인원 80명 미만시 재시작가능 |
| --- |

기본적으로 1대1 킬내기의 룰은 다음과 같지만 팀전의 경우 실력 밸런스를 맞추기 위해 조정이 들어가고 킬내기 스폰을 해준 시청자의 요청 또는 BJ당사자들끼리의 합의 하에 룰이 수정되기도 한다. 킬내기의 스폰규모는 측정하기 어려울 정도로 때마다 다르지만 매번 엄청나다.
2017년도에는 킴성태의 킬내기 승률이 높았지만, 2018년도에는 극심한 슬럼프를 겪으면서 승률이 폭락했다. 대표적인 벌칙으로는 삭발하기, 무지개색 염색하기, n시간 노방종 등으로 다양하다.

### 3. 랜덤스쿼드
BJ가 토크온 프로그램을 이용하거나 배틀그라운드 자동 매칭에서 다양한 유저들에게 자신의 정체를 숨기고 함께 플레이하는 컨텐츠다. 주로 음성변조 헤드셋을 이용하여 목소리를 숨기고 게임을 진행한다. 배틀그라운드 초보인척하며 플레이하거나, 굵은 목소리로 음성 변조하여 센 척하거나 건달 컨셉으로 게임하기도 한다. 음성변조를 하며 게임하다가 답답해서 원래 목소리로 바꿔서 말하는 경우도 빈번하다. 자신이 인터넷 방송인이라는 정체를 숨기고 한 인물을 컨셉으로 잡고 진행하는 랜덤스쿼드 컨텐츠는 시청자들의 반응이 좋아서 생방송 때도 요청하는 사람들이 많고 특히 유튜브에서 반응이 매우 좋아 대외적으로 킴성태가 유명해졌다.

### 4. 배틀그라운드 BJ멸망전
아프리카TV에서 주최하는 배틀그라운드 대회로 킴성태는 2017년부터 참가했다. 멸망전 초창기에는 우승을 목표로 실력파 멤버를 모아 팀을 짰지만 최근에는 실력뿐만 아니라 방송의 재미와 연습 기간동안 방송적으로 스토리텔링을 할 수 있는 멤버들을 뽑고있다. 역대 멸망전 참가 기록은 다음과 같다. 
| 년도 | 시즌     | 팀명            | 멤버                             | 최종 순위    |
| ---- | -------- | --------------- | -------------------------------- | ------------ |
| 2017 | 시즌1    | 킴성태팀        | 킴성태, 이지상, 박사장, 맛종욱   | 결승진출실패 |
| 2018 | 시즌2    | 킴해적단        | 킴성태, 하얀눈길, 맛종욱, 박사장 | 5위          |
| 2018 | 시즌3    | 코벤져스        | 킴성태, 재스나, 블랙워크, 벤츠   | 1위          |
| 2018 | 시즌4    | 해골단          | 킴성태, 싸패, 파이, 알로하       | 2위          |
| 2018 | 시즌5    | 왕~코뜨띠!      | 킴성태, 뜨뜨뜨뜨, 전하, 슈기     | 3위          |
| 2019 | 시즌1    | 심과함께        | 킴성태, 심슨, 토끼예나, 아칸     | 5위          |
| 2019 | 시즌2    | 양세bye         | 킴성태, 빠뽀, 수힛, 알로하       | 14위         |
| 2019 | 시즌3    | 심뽀가 코약하누 | 킴성태, 심슨, 다누리, 빠뽀       | 결승진출실패 |
| 2020 | 시즌1    | 코에석 피나효   | 킴성태, 벤츠, 석티비, 수피       | 8위          |
| 2020 | 시즌1    | 코묻은 쪼블닝   | 킴성태, 쪼이, 블랙워크, 박나닝   | 6위          |
| 2021 | 시즌1    | 디지게 긁웤닝   | 킴성태, DG98, 블랙워크, 박나닝   | 3위          |
| 2021 | 시즌2    | 코가 없었다면.. | 킴성태, 박프로, 피키, 김복희     | 11위         |
| 2021 | 올스타전 | 코징어게임      | 킴성태, 뮤즈, 레이지, 수피       | 12위         |

### 5. 기타 배틀그라운드 대회
| 년도 | 시즌                   | 팀명             | 멤버                                                       | 최종 순위    |
| ---- | ---------------------- | ---------------- | ---------------------------------------------------------- | ------------ |
| 2019 | 한일전                 | 심과함께         | 킴성태, 심슨, 토끼예나, 아칸                               | 5위          |
| 2019 | BJ올스타전             | 코튭박스         | 킴성태, 남순, 릴카, 박사장                                 | 15위         |
| 2019 | 국가대항전             | 아프리카TV A팀   | 킴성태, 블랙워크, 맛종욱, 싸패                             | 1위          |
| 2020 | 나락전                 | 홍대 코알라      | 킴성태, 대휘, 알로하, 홍시                                 | 9위          |
| 2020 | 스매쉬컵               | KIM PIRATE       | 킴성태, 재스나, 로자르, 빠뽀, 왓구홍길동                   | 결승진출실패 |
| 2020 | 한중전                 | 새해복많이받으셈 | 킴성태, 전하, 승하, 파이, 빠뽀                             | 승리         |
| 2020 | 나락전 시즌2           | -                | 킴성태, 커비, 아칸, 영림이                                 | 10위         |
| 2020 | PUBG 한중일 파트너리그 | 5마린3메딕       | 킴성태, 블랙워크, 유서니, 김세아, 태민98, 대휘, 아칸, 심슨 | 2위          |
| 2020 | 오더차이 리그          | TEAM 킴성태      | 킴성태, 수피, 또루시, 임수아                               | 5위          |
| 2020 | 나락전 시즌3           | -                | 킴성태, 레이지, 유서니, 꽃밭에현경♥                        | 16위         |
| 2020 | ORS 시즌6              | 3등안에 들꺼당   | 킴성태, 석티비, 조이, 월메                                 | 16위         |
| 2020 | BJ올스타전             | 코묻은담원       | 킴성태, 토끼예나, 언더, 케일                               | 5위          |
| 2021 | 나락전 시즌4           | -                | 킴성태, 레이지, 라스트맨, 강와우                           | 2위          |
| 2021 | 아즈라배 코드컵        | TEAM 킴성태      | 킴성태, 깅예솔, 땡지, 정윤종                               | 1위          |

## 킴성태 주최 대회

### 2020 배틀그라운드 BJ나락전 시즌 1~4
킴성태가 주최하고 아프리카 TV, 리썬즈몰, 코잇컴, 리드레곤 등이 후원하는 배틀그라운드 BJ참가 대회이다. 총상금이 20,000,000원으로 비교적 규모가 컸던 대회이다. 경기 방식은 다음과 같다. 

### AKL
Afreeca KimSeongTae League의 줄임말로, BJ킴성태가 계획하고 주최하는 리그다. 2020년 2월 20일 제 1회차를 시작으로 특별한 사유가 없는한 매주 9시에 진행된 대회이다. 상금은 1등 팀에게만 지급이 되며, 총상금 512만원이라는 스케일을 자랑한다. 대신 참여를 원하는 비제이는 800개의 별풍선 스폰을 받아야 한다. 총 64명의 비제이가 참여하여 16개 팀의 랜덤스쿼드로 구성되며, 각 회차별로 하루동안 5~6라운드로 진행하여 우승팀을 결정하게 된다. 위에서 설명한 '2020 아프리카TV 최고의 콘텐츠 상'을 수상할 수 있게 해준 컨텐츠이다.

### 애니멀 대회
킴성태가 오더를 하고 싶어서 만들어진 대회이다. 타BJ와 배틀그라운드 오더 차이를 보여주기 위한 컨텐츠로 킴성태 VS 특정BJ(철구,전하 등)와의 대결도 추가됐다. 기본적으로 PUBG E SPORT'S Rule에서 1등(치킨) 시 10점이 아닌 8점인 AKL 룰을 채용하고 있다.
위에서 설명한 AKL에서 1티어와 2티어로 분류되는 인원들을 해당 리그에서 배제하고 나머지 3티어, 4티어, 그리고 AKL에 참여를 하지 못했던 BJ들이 대거 참여할 수 있도록 만들어져 평소하던 AKL에 비해 수준이 다소 낮아졌지만 색다른 리그를 개최했다.
1. ↑  아프리카TV와 BJ의 성장을 위해 파트너십 계약을 맺은 BJ.
2. ↑  캠을 켜고 시청자들과 소통하면서 예능컨텐츠 형태로 진행하는 방송.
3. ↑  2020년 9월에 받았다.
4. ↑  플레이어 중 최후의 생존을 목표로하는 게임.
5. ↑  실시간 방송 중에 받는 별풍선(후원)을 수치로 표현한 은어.
6. ↑  사전에 정한 시간 동안 방송 종료를 하지 못하고 계속 방송을 진행해야 하는 벌칙이다.
7. ↑  네이트에서 운영하는 음성채팅 프로그램이다.